# Phong ngứa
Bệnh phong ngứa là từ dân gian thường dùng để gọi hiện tượng dị ứng làm ngứa, sưng, đỏ, mẩn da. Nhiều người gọi chứng này là nổi mề đay vì da ẩn sưng lên những vết tròn như huy chương (tiếng Pháp: Médaille). Bệnh được phân biệt giữa phong ngứa cấp tính và mãn tính. 90% trường hợp là cấp tính (kéo dài < 6 tuần), thường biến mất sau 2 tới 3 tuần. Bệnh nhân nếu bị mãn tính (kéo dài > 6 tuần) thì thường phải chịu đựng triệu chứng trung bình khoảng 5 năm.
Biểu hiện lâm sàng: nổi mẫn đỏ ở tay, chân, bẹn, lưng, bụng, ngực... Có thể là mẫn đỏ giống như vết muỗi đốt hoặc từng về màu đỏ hoặc trắng lồi lên trên bề mặt da, rất ngứa. Càng gãi sẽ càng ngứa ngáy khó chịu.
Trong Đông y, dị ứng thuộc phạm vi chứng phong sang. Nguyên nhân chính là do xâm nhập của các chất lạ vào trong cơ thể và do nhiễm ngoại tà hoặc thời khí ôn dịch làm cho cơ thể bị phong nhiệt, phong hàn, phong thấp, phong thấp nhiệt... mà gây ra uất kết ở da, bắp thịt. Mặt khác, do quá trình chuyển hóa, hoạt động của các tạng phủ thiếu điều độ, chẳng hạn can, phế, vị nhiệt, tỳ thấp quá thịnh, âm huyết bất túc, huyết hư, huyết trệ mà sinh phong ngứa.
Theo Tây y, dị ứng là do rối loạn của hệ miễn nhiễm, sản xuất quá nhiều kháng thể chống lại những chất thường là vô hại trong môi trường.
Tại châu Âu, mỗi năm có trên dưới 10 triệu người mắc phải bệnh này.

## Các thể phong ngứa

### Do các thuốc giải phóng histamin
Các salicylat là nhóm phổ biến nhất và bệnh nhân bị mề đay mạn tính phải được khuyên sử dụng paracetamol hơn là aspirin khi cần dùng thuốc giảm đau. Codein, morphin, và indomethacin cũng giải phóng histamin và do đó nên phải tránh.

### Do ăn thức ăn có phụ gia
Hai loại phụ gia thức ăn được biết đến là nguyên nhân gây ra mề đay bao gồm nhóm tartrazin của các thuốc nhuộm, có trong các đồ uống và nước ngọt có màu vàng và màu da cam, các bezoat được sử dụng rộng rãi như các chất bảo quản.

### Do tiếp xúc
Các thương tổn chỉ phát triển trên các vị trí tiếp xúc thực sự, ví dụ như ở vị trí tiếp xúc với lông chó hoặc nước bọt của chó hoặc ở môi sau ăn các thức ăn có protein. Dạng mề đay này phổ biến ở các bệnh nhân có cơ địa dị ứng.

### Do vật lý
Ở một nhóm nhỏ bệnh nhân, khi có đè ép, gặp nóng, gặp lạnh, và ánh nắng có thể gây ra các lằn mề đay.

### Do phù mạch di truyền
Đây là một bệnh ít gặp được di truyền bởi gen trội trên nhiễm sắc thể thường. Thiếu hụt sinh hóa cơ bản ở trong con đường bổ thể. Chất ức chế enzyme C1 esterase bị thiếu ở những người bệnh bị phù lớn và nguy hiểm. Họ cũng có thể biểu hiện như là một cấp cứu ngoại khoa cấp tính bởi phù đột ngột một phần ruột non dẫn đến đau và tắc ruột cấp.

### Do liên quan đến các vấn đề nội khoa
Đây là một nhóm hỗn hợp. Bệnh nhân bị nhiễm ký sinh trùng có khuynh hướng phát triển mề đay, cũng như vậy những người bị nhiễm trùng mạn tính ở các vị trí như xoang mũi và đường tiết niệu cũng có khuynh hướng bị mày đay. Bệnh nhân bị lupus ban đỏ, nhiễm độc tuyến giáp, u lympho cũng có biểu hiện mề đay.

### Không rõ nguyên nhân hay có yếu tố gây bệnh không xác định
Cho đến nay đây là nhóm bệnh nhân lớn nhất. Các thương tổn mề đay xung quanh miệng là một tình trạng cấp cứu phải xem xét các dấu hiệu, biểu hiện của nghẽn tắc hô hấp. Có thể phải cần đến adrenalin tiêm dưới da.

## Chẩn đoán và điều trị
Chẩn đoán dễ và người bệnh thường không đi khám cho đến khi họ đã thử điều trị bằng một vài phương thuốc ở nhà mà không đỡ. Phải xác định xem những bệnh nhân này có thuộc nhóm dùng thuốc giải phóng histamin không.
Các xét nghiệm trong mề đay có thể mất nhiều thời gian, tốn kém, có khi không thu được kết quả, và bởi vì bệnh phổ biến, nên chỉ làm xét nghiệm cho những bệnh nhân bị các đợt tái phát trong suốt thời gian 6 – 9 tháng hoặc lâu hơn mà không cải thiện khi dùng liệu pháp kháng histamin toàn thân. Phải nói cho bệnh nhân biết là các test ít khi cho thấy nguyên nhân của mề đay, và đến một lúc nào đó vấn đề sẽ tự hết đi. Khai thác bệnh sử kỹ càng sẽ giúp cho việc xác định các trường hợp ít gặp của mày đay vật lý và có thể là gợi ý đối với các trường hợp do phụ gia thực phẩm. Phần lớn các trường hợp đều cho các kết quả âm tính và phải điều trị triệu chứng.
Điều trị mề đay cấp tính có khi phải cần đến adrenalin dưới da như là biện pháp an toàn tính mạng. Đối với các trường hợp mạn tính, cơ sở của điều trị là các thuốc kháng histamin H1 toàn thân và thường cần phải thử một vài thuốc trước khi phát hiện được một thuốc vừa làm giảm triệu chứng vừa có các tác dụng phụ nhỏ nhất. Các thuốc phổ biến hiện nay là các kháng histamin không gây ngủ bao gồm cetirizine (Zirtek), lotatadin (Clarytin), terfenadin (Triludan), và astemizol (Hismanal). Tất cả các thuốc này đều tương đối không gây ngủ. Vì có một ít bằng chứng đã công bố cho thấy dùng thêm chất ức chế H2 sẽ bổ sung thêm tác dụng phụ của chất ức chế H1, nên trong mề đay nặng và dai dẳng, cân nhắc dùng thuốc cimetidin liều thích hợp. Steroid dùng tại chỗ loại có tác dụng trung bình có thể hữu ích trong việc làm giảm triệu chứng của các tổn thương đã hình thành.
Đối với các trường hợp kéo dài dai dẳng hơn, phải tính đến khả năng dùng chế độ ăn riêng, khuyên bệnh nhân nên tránh thức ăn và đồ uống có chất tartrazin và benzoate. Điều trị bằng chế độ ăn đặc hiệu hơn phải cần sự giám sát của một bác sĩ dinh dưỡng, đặc biệt khi các test kích thích dương tính với thực phẩm nghi ngờ, và điều trị này là một phần của kế hoạch điều trị.
Các steroid toàn thân không phù hợp cho mề đay mạn tính, nhưng với mề đay cấp tính và lan rộng có thể cần một liệu trình ngắn 5 – 7 ngày.